# 552
552 (DLII) je bilo prestopno leto, ki se je po julijanskem koledarju začelo na ponedeljek.

## Dogodki
- Bizantinci v bitki pri Tagini porazijo Ostrogote
- Bizantinci v bitki pri Mons Lactarius dokončno porazijo Ostrogote in jih izženejo Italije.
- Budizem se iz Koreje razširi na Japonsko.
- Ustanovljen Prvi turški kaganat (ukinjen leta 603)

## Smrti
Neznan datum
- Bumin kagan, vladar Prvega turškega kaganata (* ni znano)
- Totila, predzadnji kralj ostrogotskega Italskega kraljestva (* 516)